# بولینگتون
latitudeبولینگتونlongitudeبولینگتون
بولینگتون (به انگلیسی: Bollington) یک منطقهٔ مسکونی در انگلستان است که در شمال غربی انگلستان واقع شده‌است.

## خصوصیات
بولینگتون ۷٬۰۹۵ نفر جمعیت دارد.